# SRプロダクション
株式会社SRプロダクション（エスアールプロダクション）は、東京都新宿区に本社を置く芸能事務所。

## 所属俳優・タレント

### 女性
- 安藤彩華
- 大竹えり
- 大森裕子
- 幸咲茉歩
- 中村真知子
- 松尾れい子

(50音順)他

### 男性
- 石田亮介
- 小川智弘
- 河合恭嗣
- 望月ムサシ
- 山本啓之
- 力丸佳大

(50音順)他